# إف. هيو هربرت
إف. هيو هربرت (بالألمانية: F. Hugh Herbert)‏ (و. 1897 – 1958 م) هو كاتب، وكاتب سيناريو، ومخرج أفلام، وممثل، ومنتج أفلام نمساوي، ولد في فيينا، توفي في بيفرلي هيلز كاليفورنيا، عن عمر يناهز 61 عاماً.

## وصلات خارجية
- إف. هيو هربرت على موقع IMDb (الإنجليزية)
- إف. هيو هربرت على موقع ألو سيني (الفرنسية)
- إف. هيو هربرت على موقع أول موفي (الإنجليزية)
- إف. هيو هربرت على موقع قاعدة بيانات برودواي على الإنترنت (الإنجليزية)
- إف. هيو هربرت على موقع قاعدة بيانات الأفلام السويدية (السويدية)
- إف. هيو هربرت على موقع قاعدة بيانات الفيلم (الإنجليزية)
- إف. هيو هربرت على موقع كينوبويسك (الروسية)